# Iagodovo, Montana
Iagodovo (în bulgară Ягодово) este un sat în comuna Berkovița, regiunea Montana,  Bulgaria. 

## Demografie
Componența etnică a satului Iagodovo
     Bulgari (97,84%)
     Nicio identificare (2,15%)
     Altele (0%)
La recensământul din 2011, populația satului Iagodovo era de 186 locuitori. Din punct de vedere etnic, majoritatea locuitorilor (97,84%) erau bulgari. Pentru 2,15% din locuitori nu este cunoscută apartenența etnică.